# Musser-Timor-Ratte
Die Musser-Timor-Ratte (Coryphomys musseri) ist eine ausgestorbene Art der Altweltmäuse (Murinae), die im Pleisto- und Holozän auf Timor lebte. Sie erreichte wohl ein Gewicht in der Größenordnung von sechs Kilogramm und war möglicherweise eine Waldbewohnerin, die sich von Früchten und Blättern ernährte. Ihre nächste Verwandte war die ebenfalls auf Timor beheimatete Bühler-Timor-Ratte (Coryphomus buehleri). Überreste der Art wurden in prähistorischen Feuerstätten aus verschiedenen Regionen Timors gefunden und 2010 von Ken Aplin und Kristofer Helgen als neue Art der Gattung Coryphomys beschrieben. Benannt ist die Art nach dem amerikanischen Zoologen Guy Musser, der jahrzehntelang über Riesenratten forschte.

## Merkmale

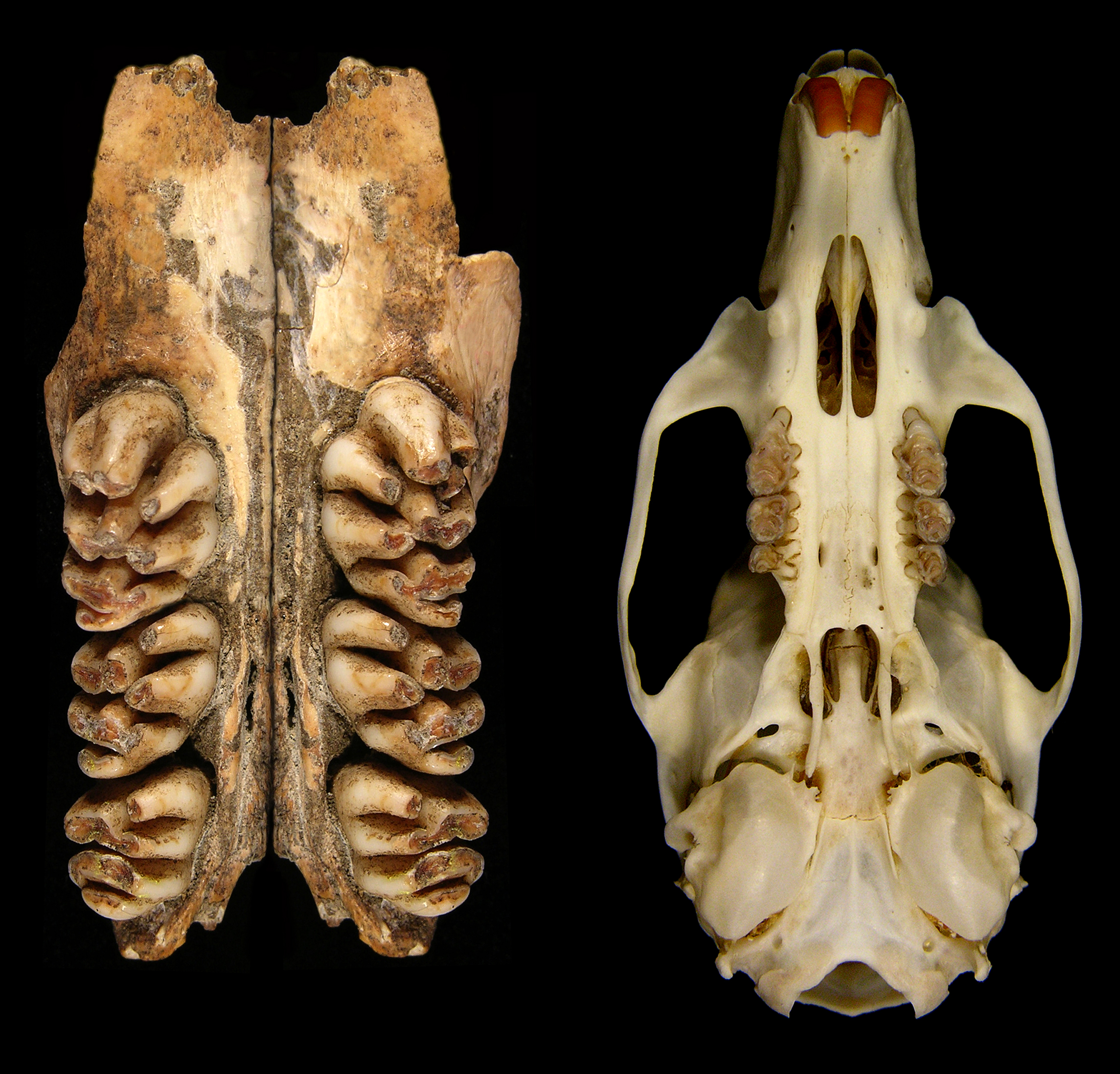
Obere Zahnreihen der Musser-Timor-Ratte (links) im Detailvergleich mit der einer Hausratte

Coryphomys musseri war, wie auch ihre Schwesterart C. buehleri, eine relativ große Vertreterin der Altweltmäuse. Die Dimensionen ihrer Knochen entsprechen denen rezenter Arten, die etwa ein bis zwei Kilogramm wiegen. Typisch für die Gattung ist die Kombination von leicht geneigten, moderat hypsodonten Backenzahnkronen, deutlich ausgebildeten anterozentralen Cuspiden am Molar m1, deutlich von den Zentralhöckern abgesetzten lingualen Haupthöckern t1 und t2 der oberen Molaren, ein deutlicher Höcker t7, der sich auf den Molaren M1 und M2 mit dem Höcker t8 vereinigt.

## Taxonomie und Systematik
2010 wurden in Osttimor die Überreste der Riesenratte entdeckt, die mit sechs Kilogramm wohl die größte Spezies ihrer Gattung war. Sie ist vermutlich vor 1000 bis 2000 Jahren ausgestorben, etwa zur selben Zeit, als die Metallverarbeitung auf Timor begann.
Die australische Archäologin Sue O’Connor entdeckte in den Höhlen von Matja Kuru im osttimoresischen Suco Tutuala Fragmente des Gebisses der Musser-Timor-Ratte. Weitere Überreste fanden sich dort und in der Höhle von Uai Bobo, weiter westlich. Diese Fundstücke unterscheiden sich deutlich genug von der bereits zuvor bekannten Bühler-Timor-Ratte, so dass man sie als neue Art beschrieb. Die Altersbestimmung fand mittels Radiokohlenstoffdatierung statt.
Die systematische Stellung der Musser-Timor-Ratte ist unterhalb der Unterfamilie unklar. Da sowohl von der Musser-Timor-Ratte als auch von der Bühler-Timor-Ratte nur Schädelmaterial vorliegt, wäre eine phylogenetische Analyse zur Einordnung der Gattung Coryphomys nur begrenzt aussagekräftig. Aplin und Helgen verzichteten in ihrer Erstbeschreibung der Art deshalb darauf. Die Bezahnung der Art zeigt Ähnlichkeiten zu den Tribus Hydromyini und Phloeomyini. Weil die Ausbildung der Zähne bei den Murinae aber von vielen verschiedenen Faktoren abhängt, individuell deutlich variieren kann und sich ähnliche Zahnformen innerhalb der Gruppe mehrfach und unabhängig voneinander entwickelt haben, ist das kein zuverlässiges Anzeichen für eine nähere Verwandtschaft. Gleiches gilt für die Körpergröße der Tiere. Die Isolierung von DNA aus den Knochen aller timoresischen Murinae wird derzeit versucht. Aufgrund der fragmentarischen Erhaltung der Erbsubstanz dürfte sie aber auch keine exakten Schlüsse, sondern lediglich eine grobe systematische Eingrenzung von Coryphomys zulassen.